# إلمر إي. ألسويرث
إلمر إي. ألسويرث (بالإنجليزية: Elmer E. Ellsworth)‏ هو جندي أمريكي، ولد في 11 أبريل 1837 في مالتا في الولايات المتحدة، وتوفي في 24 مايو 1861 في الإسكندرية في الولايات المتحدة.